# Moulin de polder
Pour les articles homonymes, voir Moulin (homonymie).
Ne doit pas être confondu avec moulin à eau.

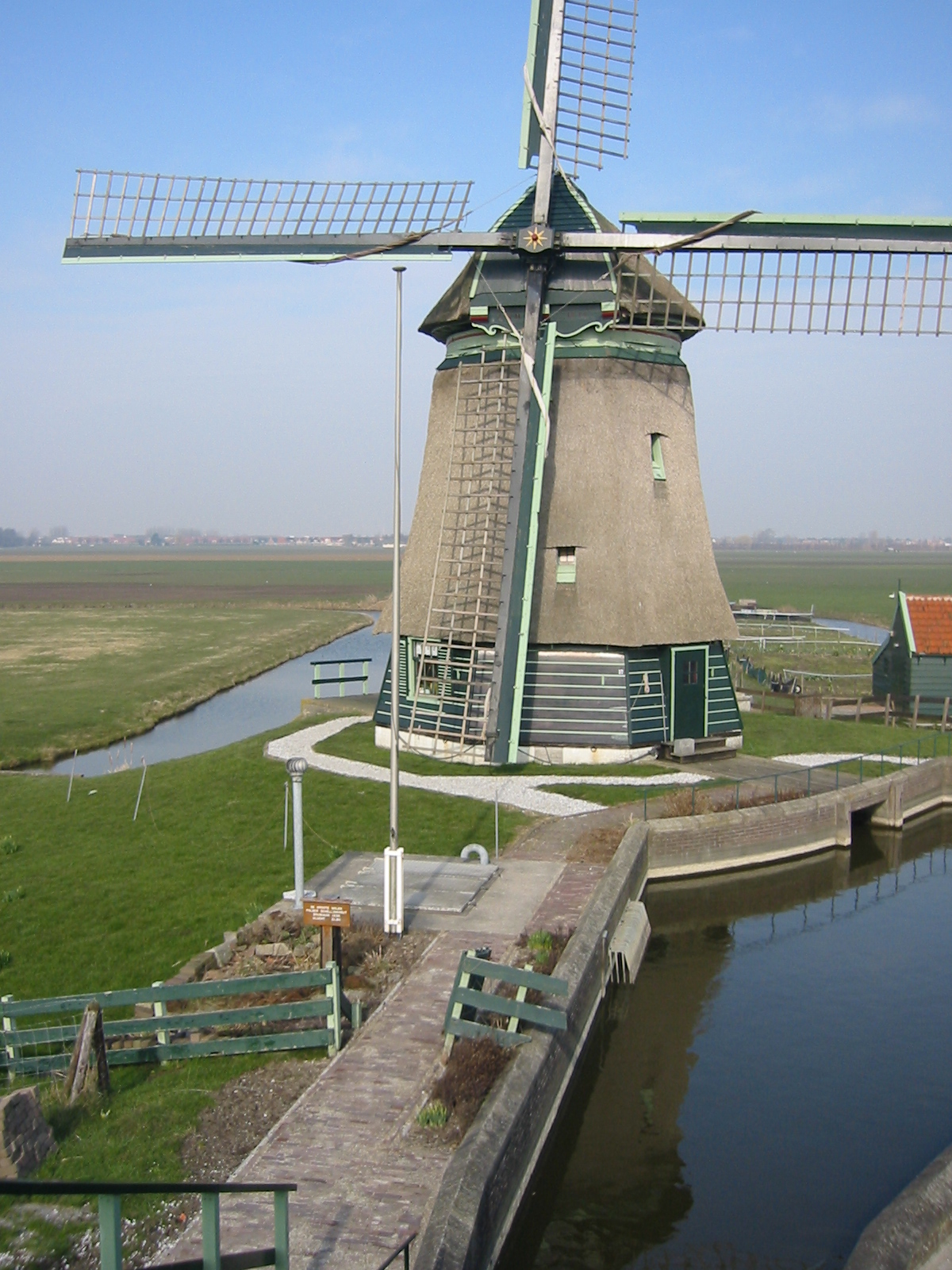
Le gros moulin à Schellinkhout est un exemple de moulin de polder.

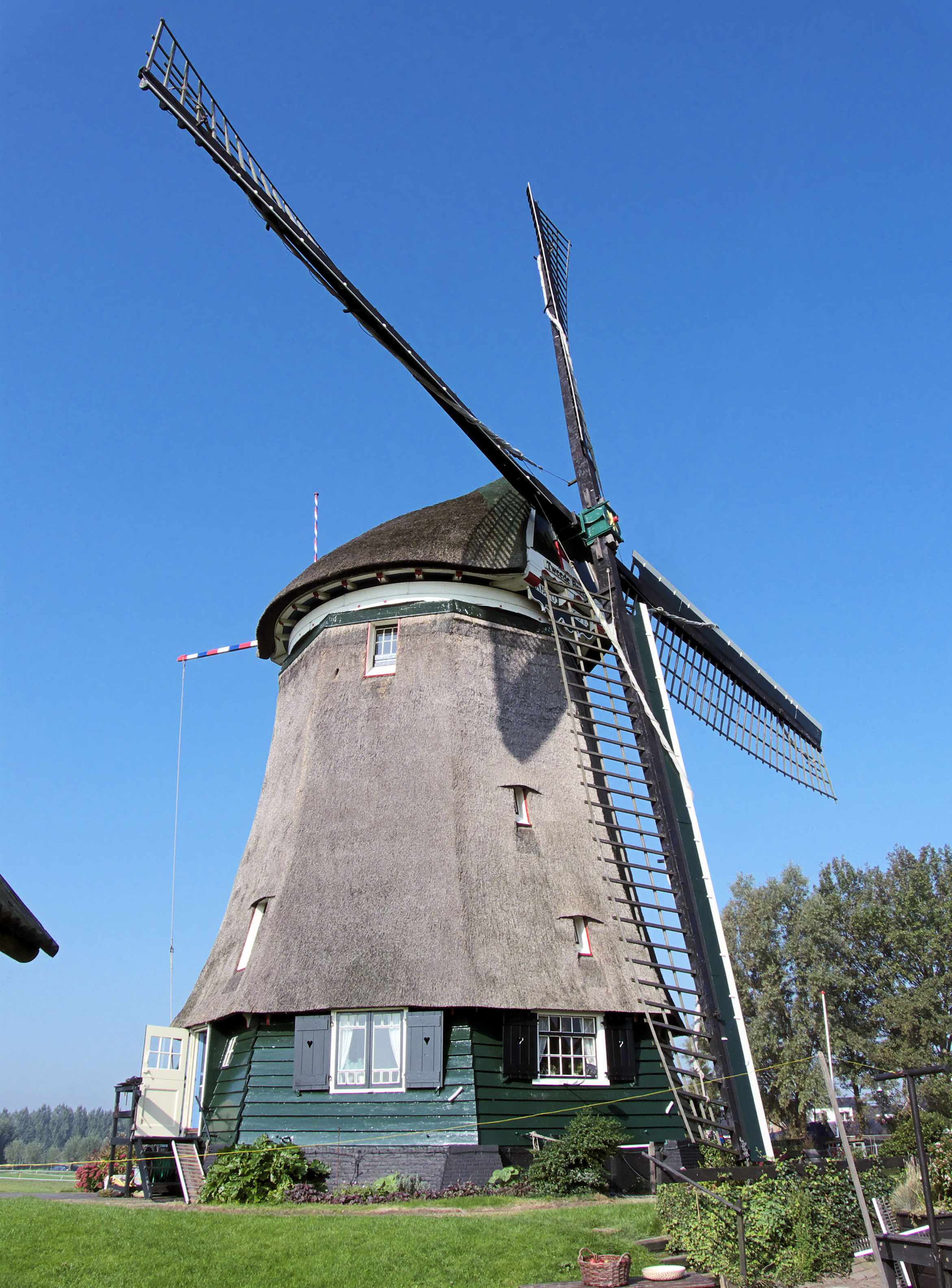
Moulin de polder de Binnenkruiwerk.

Un moulin de polder (en néerlandais : Poldermolen), également connu sous les termes de moulin de pompage ou de drainage (bien que ce terme prête à confusion), est un moulin à vent qui pompe de l'eau d'un niveau inférieur pour la relever vers un niveau supérieur. Il est également appelé moulin à eau, mais cela entraîne une confusion avec le type de moulin à eau à roue à aubes. Ce type de moulin est principalement présent dans les polders municipaux du centre et de l'ouest des Pays-Bas. Moins fréquemment, des moulins de polder ont été implantés sur quelques sites de Flandre, notamment à De Moeren, en Flandre-Occidentale.
À contrario du moulin à destination industrielle, tel que le moulin à farine, le moulin à papier ou encore le moulin à scie, où les produits du travail sont vendus, le moulin de polder s'avère être le seul type de moulin où il n'y a pas de gain direct pour le meunier. Le moulin de polder est généralement la propriété d'un office des eaux qui rémunère le meunier pour les services rendus.
Le mécanisme d'entraînement et de pompage d'un moulin polder (pompe à vis ou roue à godets) est installé de façon permanente. La partie supérieure d'un moulin de polder à vent, de type moulin cavier (wipmolen) ou spinnenkopmolen, et ayant une structure en bois de forme octogonale, peut être mise en rotation grâce à un axe vertical, permettant aux ailes d'être actionnées par le vent. Toutefois, le spinnenkopmolen (nl) (moulin araignée) possède une base moins haute et une partie supérieure proportionnellement plus grande en comparaison du wipmolen. La taille de l'ouvrage n'a pas d'incidence sur son fonctionnement, et les spinnenkopmolens sont de petites structures, tandis que les wipmolens sont généralement d'une taille plus imposante. Le tjasker (nl) est encore plus petit, repose sur un poteau ou un tréteau, et pivote sur un axe (ou buck) et est par conséquent entièrement orientable. Il existe également le weidemolen (nl)  (moulin de prairie), qui est lui-même mû par l'énergie éolienne.

## Dénomination
La dénomination des types de moulin est souvent source de confusion. La dénomination peut varier d'une région à l'autre, de sorte qu'un certain type de moulin peut être connu sous différents noms. L'inverse se produit également : différents types de moulins sont connus sous le même nom. Le moulin à eau en est un exemple : c'est aussi un moulin qui utilise l'eau comme force motrice. C'est pourquoi il est d'usage, dans ce contexte, de les appeler « moulins de polder » : un moulin qui est utilisé pour assécher (garder au sec) un polder.
Le terme « moulin à vent » est parfois utilisé comme alternative. Ce terme a également un double sens : il peut désigner un moulin qui peut fonctionner à la fois à l'énergie hydraulique et à l'énergie éolienne. Le moulin à maïs de Kilsdonk en est un exemple.

## Historique

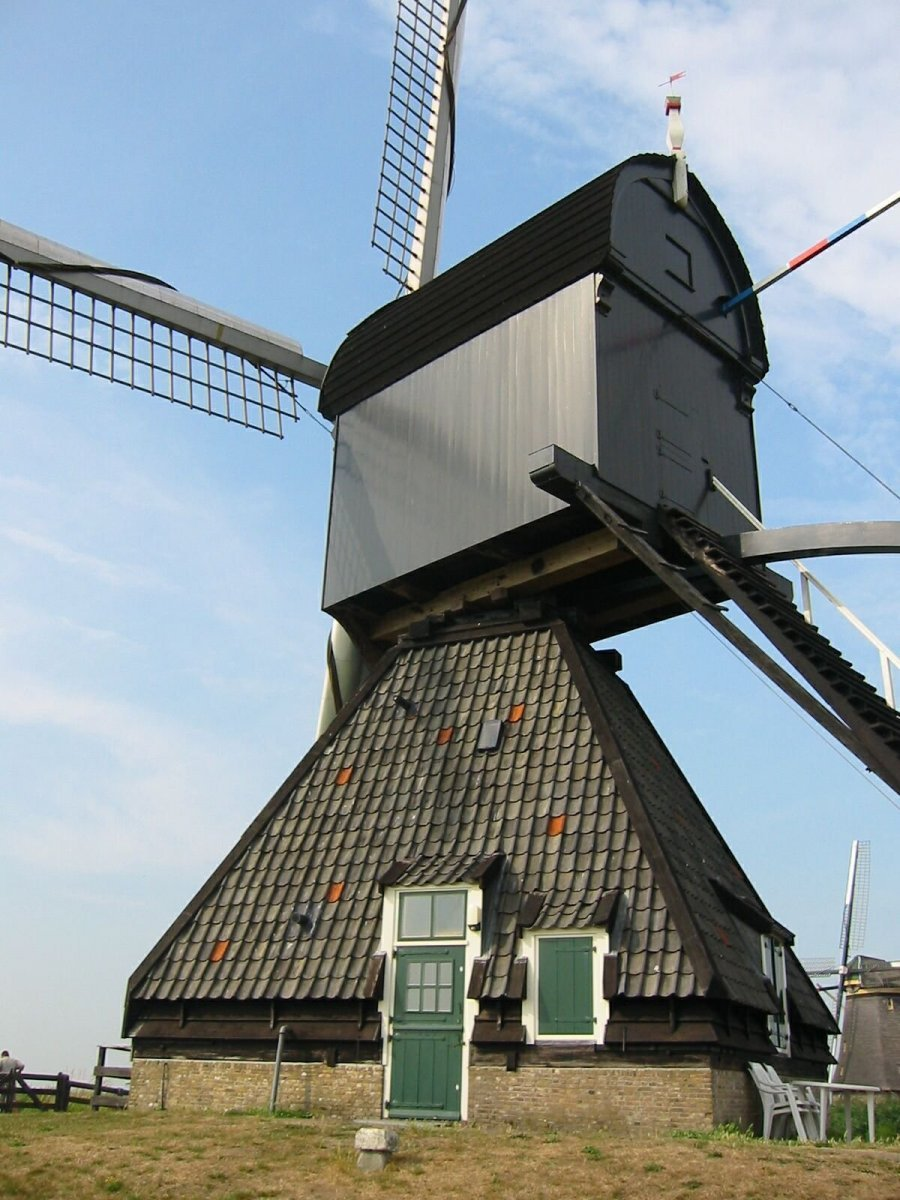
De Blokker, à Kinderdijk : un moulin de type wipmolen.

Le Hoosmolen (nl) est le moulin de polder le plus anciennement connu. Il a été construit en 1316 et est localisé au sein de l'actuelle réserve naturelle de Bourgoyen-Ossemeersen (nl), à Gand en Belgique. Au début du XVe siècle, des moulins de polder ont été utilisés pour la première fois aux Pays-Bas, dans les environs de la ville d'Alkmaar ; le premier a été mis en service en 1407. L'idée s'est avérée fructueuse dans la pratique et bientôt d'autres exemplaires sont apparus dans tout le pays. Au cours des siècles suivants, le moulin à polder est devenu un instrument important dans le contrôle de la gestion de l'eau aux Pays-Bas. Jusqu'à l'avènement des premières usines de pompage à vapeur à partir du XIXe siècle et des unités dotées de turbines hydro-électriques au cours du XXe siècle, les moulins de polder ont été les structures les plus importantes permettant de pomper l'eau des polders.

## Les différents types de moulin
Il existe différents types de moulins de polder. Comme l'exemple de l'illustration ci-dessus, la base du moulin de polder est fréquemment de forme octogonale, telle qu'on la voit sur le binnenkruiker (nl), en Hollande-Septentrionale. D'autres types de moulins de polder, également à plan octogonal, comme le binnenkruiker ont été inventoriés, mais également le tjasker (nl), le spinnenkopmolen, le wipmolen (sorte de moulin cavier), le weidemolen (nl) et l'américain windmotor (nl).
Il existe encore un moulin de polder en pierre ronde aux Pays-Bas, il s'agit du De Eendracht (nl), qui drainait l'Eendragtspolder (créé par la fusion hydraulique du Kijfpolder, du Vredepolder (pour autant que l'on sache sans drainage) et du Weezenpolder) à Alkmaar.

## Mécanisme, structure et fonctionnement
Le moulin de polder a été créé à l'origine pour permettre d'utiliser une roue à aubes ou une roue à godets d'un rendement supérieur, et donc de relever une plus grande quantité d'eau. Cette technique permet à un moulin à eau de porter la hauteur de relevage à 1,5 mètre environ.

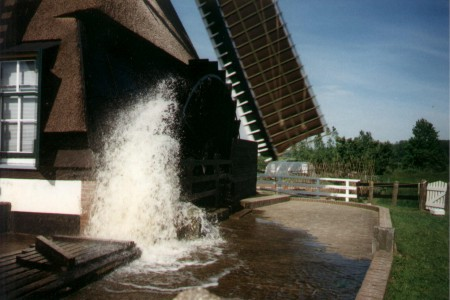
Une roue à aubes en fonctionnement

Avec la mise en application de la tarière (ou vis d'Archimède) à partir du XIXe siècle, la hauteur de levage a pu être portée
à 4 ou 5 m.
L'eau parvient dans le moulin via une roue à aubes placée à la surface du polder, l'eau en amont entourée de murs de retrait est projetée vers la fenêtre d'une goulotte par la roue à aubes, au-dessus du linteau et au-delà des montants de la porte de protection, tandis que le courant d'eau en aval est redirigé vers un déversoir. La présence de la porte de garde garantit que l'eau relevée par le moulin ne retourne pas dans le polder lorsque le moulin est à l'arrêt. Le rapport de transmission de l'engrenage dans un moulin à roue à aubes est de 1 pour 0,5. Ainsi, cela signifie que pour deux tours de l'arbre de transmission supérieur, la roue à gaudets tourne une fois. Si le moulin tourne plus vite que 90 à 100 tours, l'eau est projetée par-dessus la tête de la roue à godets et reflue. Un moulin avec une envergure d'environ 27 m possède une capacité de levage d'eau de 60 à 70 m3/min à un maximum de 90-100 tr/min. L'équation donnant la capacité de drainage d'un moulin de polder se formule ainsi : K = n x b x t x 2 π (R - ½t) - 10% de perte par fuite. « K » est la quantité en m3 d'eau drainée par minute, « n » le nombre de tours de la roue à aubes, « b » la largeur de la pagaie en mètres, « t » le niveau de la lame dans l'eau et « R » est la moitié du diamètre de la roue.

## Rangée de moulins à vent

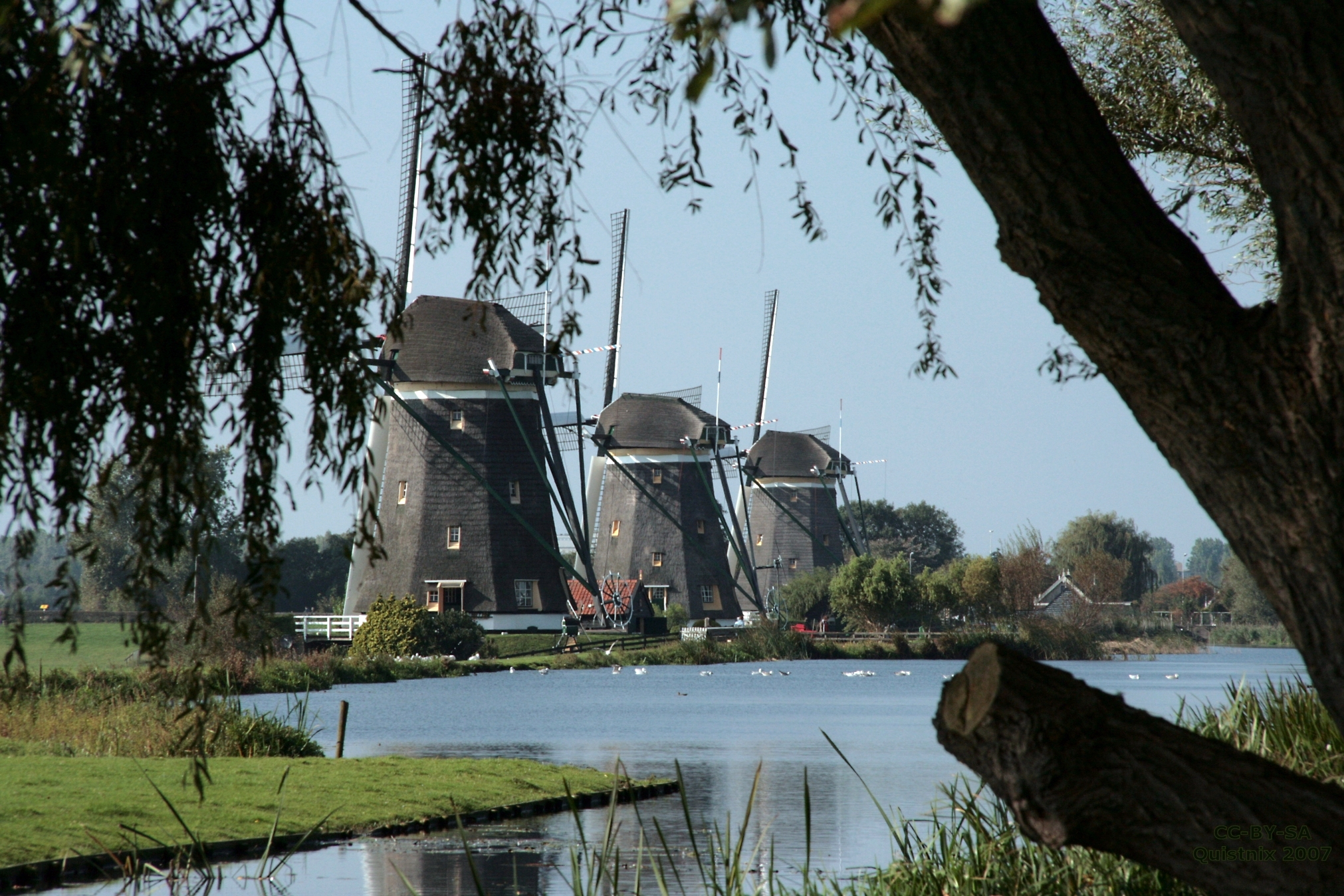
Une rangée de moulins sur polder à Leidschendam.

Lorsque deux moulins ou plus relèvent l'eau d'un même niveau d'eau inférieur vers un même bassin d'un niveau supérieur, cela s'appelle une rangée de moulins (en néerlandais : Molengang).
Si la différence de niveau à franchir est supérieure à ce qu'un seul moulin peut supporter, plusieurs moulins sont installés. Lorsque l'eau doit être relevée à une hauteur supérieure à la hauteur maximale que peut supporter la course du moulin, plusieurs courses de moulin successives sont construites. C'est notamment le cas pour les polders profonds. C'est ce qu'on appelle le drainage par paliers. Si un moulin est également utilisé pour pomper à partir d'une partie profonde du polder, ce moulin est appelé moulin de mine. Dans la pratique, une course de moulin est constituée de trois ou quatre volées disposées en escalier, avec parfois un moulin en fosse :
- le moulin inférieur relève l'eau du polder dans le bassin inférieur ;
- le moulin intermédiaire relève l'eau du bassin inférieur dans le bassin intermédiaire ;
- le moulin supérieur relève l'eau dans le canal de ceinture.
- le quatrième moulin (le strijkmolen (nl)) transvase l'eau d'un bassin à un autre.

Ce phénomène est induit par l'intensification du drainage

## Drainage des grands lacs
Le constructeur de moulin Jan Adriaanszoon Leeghwater a amélioré au XVIIe siècle, la technique du moulin de polder. De ce fait, et grâce à l'application de ce nouveau mécanisme, à partir du XVIIe siècle, plusieurs de ces structures ont été également édifiées en bordure des plus grands lacs afin de les assécher. Le premier projet d'envergure a été le polder de Beemster, qui, en 1612, avec quelques dizaines de moulins, est devenu une réalité. En raison du succès de cette formule, d'autres polders ont été aménagés. En Hollande-Septentrionale, il subsiste quelques moulins encore utilisés pour drainer des étendues d'eau. La Hollande-Méridionale possède également des moulins de polder encore en activité, tel qu'au sein des communes de Aarlanderveen, Zevenhuizen, Leidschendam et de Kinderdijk.

## Station de pompage
Aujourd'hui, la fonction des moulins de polder a été reprise par des stations de pompage modernes, qui ont une plus grande capacité à déplacer l'eau sur une plus grande hauteur dans toutes les conditions météorologiques. Cependant, surtout en Hollande-Septentrionale et en Hollande-Méridionale, il existe encore des dizaines de moulins de polder qui peuvent être utilisés lorsque la station de pompage locale ne peut plus faire face. Cependant la rangée de quatre moulins (nl) à Aarlanderveen est la seule rangée de moulins de polder encore en activité au monde pour le drainage principal d'un polder.
Il existe désormais des stations de pompage auxiliaires pour les urgences.

## Plans d'architecture

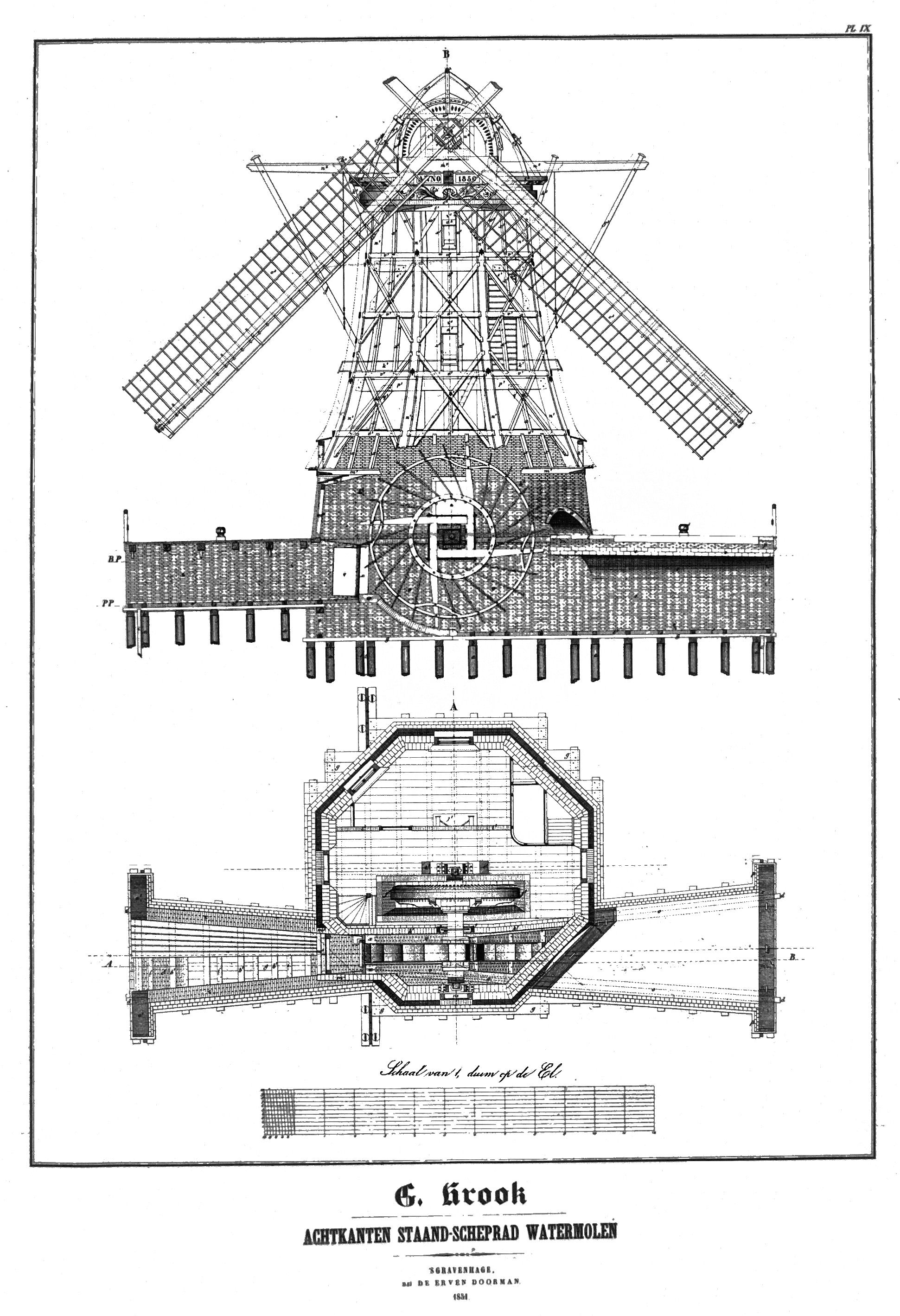
Moulin de polder muni d'une roue à aubes.
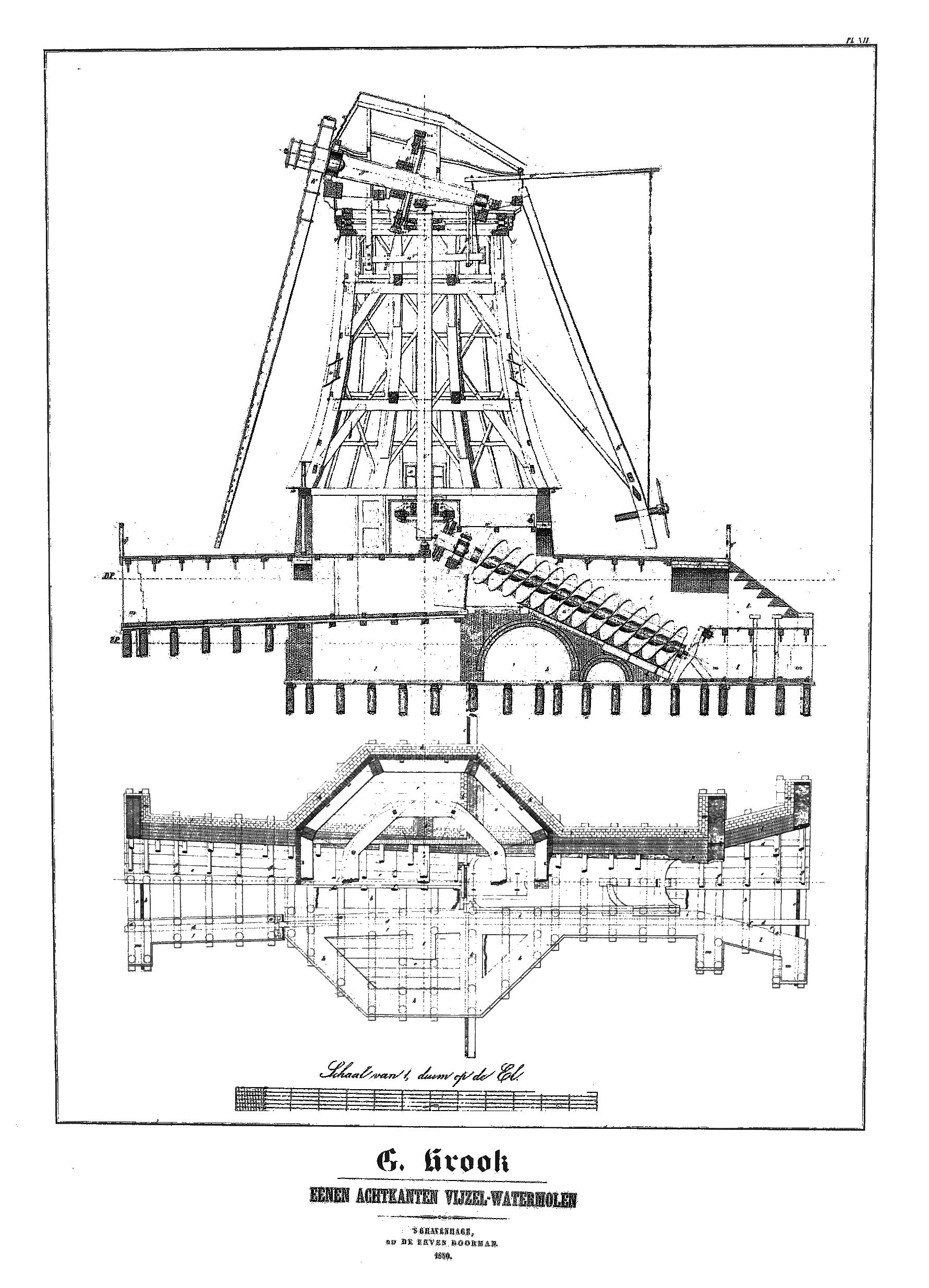
Moulin de polder doté d'une vis d'Archimède.